# Шмидт, Павел
Павел Лео Эдмунд Шмидт (словац. Pavel Leo Edmund Schmidt; 9 февраля 1930[…], Братислава — 14 августа 2001, Маглинген) — чехословацкий гребец, выступавший за сборную Чехословакии по академической гребле в конце 1950-х — начале 1960-х годов. Чемпион летних Олимпийских игр в Риме, обладатель серебряной и бронзовой медалей чемпионатов Европы, победитель и призёр первенств национального уровня. Также известен как тренер.

## Биография
Павел Шмидт родился 9 февраля 1930 года в Братиславе. Выступал за клуб «Аушпиц», а с 1958 года, поступив на военную службу врачом, за «Дуклу Терезин» (Прага).
На чемпионате Европы 1954 года в Амстердаме с напарником Цтибором Реискупом дошёл до полуфинальных заездов. Первого серьёзного успеха на международном уровне добился в сезоне 1959 года, когда вошёл в состав чехословацкой национальной сборной и выступил на чемпионате Европы в Маконе, где в парных двойках выиграл серебряную медаль, пропустив вперёд только экипаж из Советского Союза.
Благодаря череде удачных выступлений удостоился права защищать честь страны на летних Олимпийских играх 1960 года в Риме. В программе парных двоек вместе с напарником Вацлавом Козаком с первого места преодолел предварительный квалификационный этап и в решающем финальном заезде так же превзошёл всех соперников, в том числе почти на три секунды опередил главных фаворитов соревнований советских гребцов — таким образом завоевал золотую олимпийскую медаль.
После римской Олимпиады Шмидт остался действующим спортсменом и продолжил принимать участие в крупнейших международных регатах. Так, в 1961 году в той же дисциплине он взял бронзу на домашнем чемпионате Европы в Праге.
В 1962 году финишировал четвёртым на впервые проводившемся чемпионате мира по академической гребле в Люцерне.
Получил высшее медицинское образование. По завершении спортивной карьеры занялся тренерской деятельностью, в 1967—1968 годах тренировал национальную сборную Мексики по академической гребле. Впоследствии так и не вернулся в Чехословакию, после советского вторжения, вместе с семьёй поселился в Швейцарии — работал психиатром в Золотурне и тренером в спортивной школе в Биле и государственном спортивном центре в Маглингене. Подготовил экипаж в двойках распашных без рулевого (Хайнриха Фишера и Альфреда Бахмана) — серебряных призёров летних Олимпийских игр 1972 года.
Умер 14 августа 2001 года в швейцарской коммуне Эвилар в возрасте 71 года. Его сын стал известным художником и скульптором.